# Julie Couturier
Julie Couturier est une avocate française ayant prêté serment le 1er mars 1995, ancienne bâtonnière de l’Ordre des avocats du barreau de Paris et ancienne présidente de l'École de formation professionnelle des barreaux de la Cour d'appel de Paris (EFB). Elle est la quatrième femme élue bâtonnière du barreau de Paris. Elle est élue présidente du Conseil national des barreaux, le 15 décembre 2023.

## Biographie et carrière professionnelle
Julie Couturier a exercé pendant 20 ans au sein du cabinet Fischer, Tandeau de Marsac, Sur & Associés. Elle est spécialisée dans les procédures civiles d'exécution. Elle a occupé plusieurs postes dans le monde juridique : trésorière et vice-présidente de l’Union des jeunes avocats de Paris (2002-2003), membre du Conseil de l'Ordre (2009-2011), dont elle a été la secrétaire en 2011.
Elle a présidé l'association Droit & Procédure de 2013 à 2015.
Elle crée son cabinet consacré au droit du patrimoine, de l'exécution et de l'immobilier en 2017,.

## Bâtonnière du Barreau de Paris

### Elections
En 2020, Julie Couturier est élue bâtonnière de l’Ordre des avocats du barreau de Paris pour la mandature 2022-2023, avec 62 % des suffrages exprimés, soit 7 657 votes. Elle prend ses fonctions le 1er janvier 2022, succédant ainsi à Olivier Cousi. Elle est élue avec Vincent Nioré, qui occupe le poste de vice-bâtonnier et qui succède à Nathalie Roret. Leur programme électoral se concentrait sur l'accompagnement des jeunes avocats et des avocats affectés par la crise sanitaire du Covid-19, le développement numérique de la profession, la défense du secret professionnel, la lutte contre le harcèlement et les discriminations, et la réinstauration de la confiance avec les magistrats.
Elle est la première femme à porter le titre de « bâtonnière », ses trois prédécesseuses ayant préféré le titre de « Madame le bâtonnier ».

### Vision et objectifs
Son mandat s'ouvre à un moment charnière pour la déontologie et la discipline des avocats. Elle se donne pour mission de lutter contre le harcèlement dans la profession et de se pencher sur les conditions de travail des collaborateurs libéraux pour les adapter à leurs nouvelles aspirations. Elle s'intéresse également à la relation entre avocats et magistrats ; elle considère que l'avocat moderne doit être un traducteur du Droit pour ses concitoyens.

### Innovations et initiatives
Julie Couturier a initié la création d'un compte TikTok pour le Barreau de Paris en 2023, ce qui a permis d'interagir avec un public plus jeune et de moderniser l'image de la profession d'avocat,. Elle a souligné l'importance de réguler les mondes virtuels pour éviter qu'ils ne deviennent un « Far West » où les infractions en ligne ne seraient pas sanctionnées. Julie Couturier et son vice-bâtonnier, Vincent Nioré, ont organisé les « chantiers de la collaboration » pour traiter du statut des collaborateurs et de la rupture du dialogue entre cabinets et collaborateurs,.

## Présidence de l'EFB
En tant que présidente de l'EFB, Julie Couturier s'efforce de renforcer les formations communes entre avocats et magistrats. Elle prévoit d'intensifier la formation sur la vie de cabinet et l'égalité professionnelle, en mettant l'accent sur les risques psycho-sociaux et l'équilibre entre vie professionnelle et vie privée. 
Elle attribue la baisse du nombre d'élèves-avocats à la réforme de l'examen d'entrée à l'EFB, qui est devenu national et donc plus sélectif, bien qu'elle soit opposée au concept de numerus clausus. En réponse à la pandémie de COVID-19, l'EFB a organisé l'enseignement à distance sous la présidence de Julie Couturier, tout en exprimant le désir de revenir à l'enseignement en présentiel, lorsque les conditions sanitaires le permettront.

## Prises de position
Julie Couturier appelle à l'inscription du droit à l'avortement dans la Constitution française, en réaction à la révocation de l'arrêt Roe v. Wade aux États-Unis.
Elle s’engage en faveur de la réforme de la justice, notamment en appelant à un moratoire sur les nouvelles réformes en matière de procédure civile et en plaidant pour une augmentation des moyens.
Elle œuvre pour la transformation numérique du Barreau de Paris et pour des partenariats avec des acteurs de l'innovation juridique, comme la start-up Predictice, dans le but de moderniser les services juridiques et faciliter l'accès à l'information juridique.
Le 5 octobre 2022, Julie Couturier a affiché sa solidarité pour les droits et libertés du peuple iraniens, en même temps que 40 femmes françaises célèbres, comme Marion Cotillard, Jane Birkin, ou encore Juliette Binoche.
Au cours de la cérémonie solennelle de rentrée du barreau de Paris de 2022, Julie Couturier a exprimé son inquiétude face à ce qu'elle considère des tentatives de déconstruire les textes et les valeurs fondamentales du droit français. Elle a notamment critiqué le « tribunal médiatique ». Elle l'accuse de promouvoir l'idée de se faire justice soi-même.

## Participations
- 2023 : Membre du Jury au Festival du documentaire sur la Justice[20]